# Bolsjaja peremena
Bolsjaja peremena (russisk: Большая перемена, da.: ~ Den store forandring) er en sovjetisk spillefilm fra 1972 instrueret af Aleksej Korenev.

## Medvirkende
- Mikhail Kononov som Nestor Petrovitj Severov
- Jevgenij Leonov som Stepan Lednjov
- Rolan Bykov som Aleksandr Petrykin
- Aleksandr Zbrujev som Grigorij Ganzja
- Svetlana Krjutjkova som Nelli
- Vladimir Basov som fotograf